# Gola egipcia

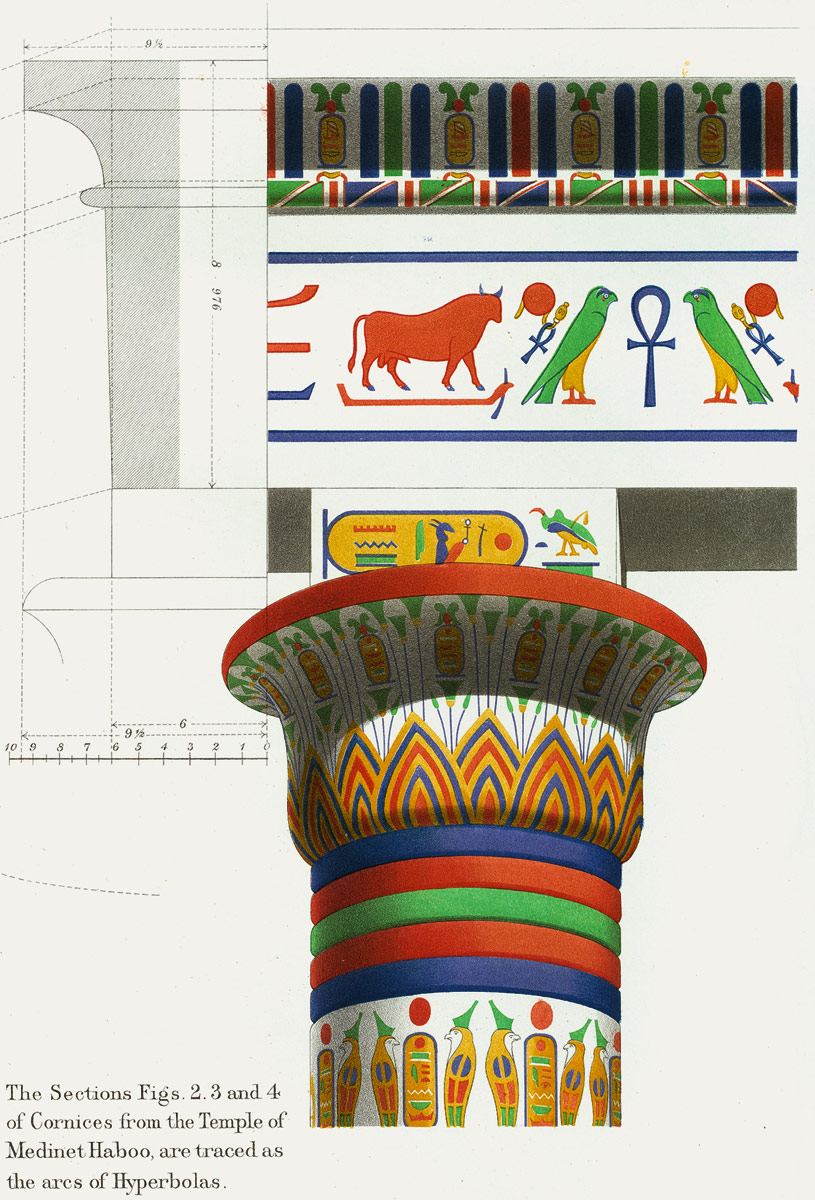
Detalle del Templo de Medinet Habu.

La llamada a veces gola egipcia es un caveto, bajo un listel y sobre un bocel. Es una moldura decorativa cóncava, cuyo perfil es un cuarto de círculo, que decora y remata como pequeña cornisa diferentes elementos de la arquitectura del Antiguo Egipto.
Su forma deriva de un ramo de hojas, encontrándose en lo alto de puertas, pilonos y muros de los templos.
Podía estar decorada con un disco solar alado que habitualmente se situaba sobre las puertas. También se podían disponer dos uraeus simétricos y podría llevar diferentes inscripciones.
Este tipo de cornisa se ha seguido utilizando en arquitectura en los tiempos actuales. Un ejemplo de la misma es el remate del edificio Torre Picasso en Madrid.

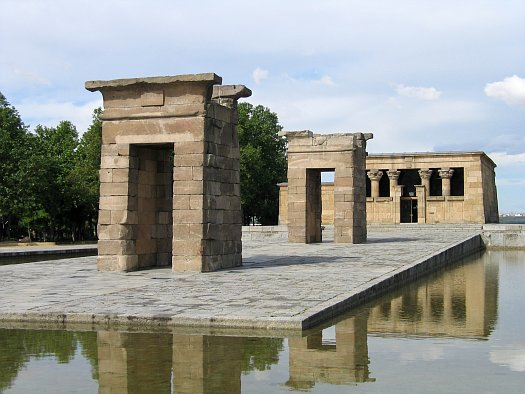
Puertas de acceso al Templo de Debod con gola egipcia, actualmente en Madrid.
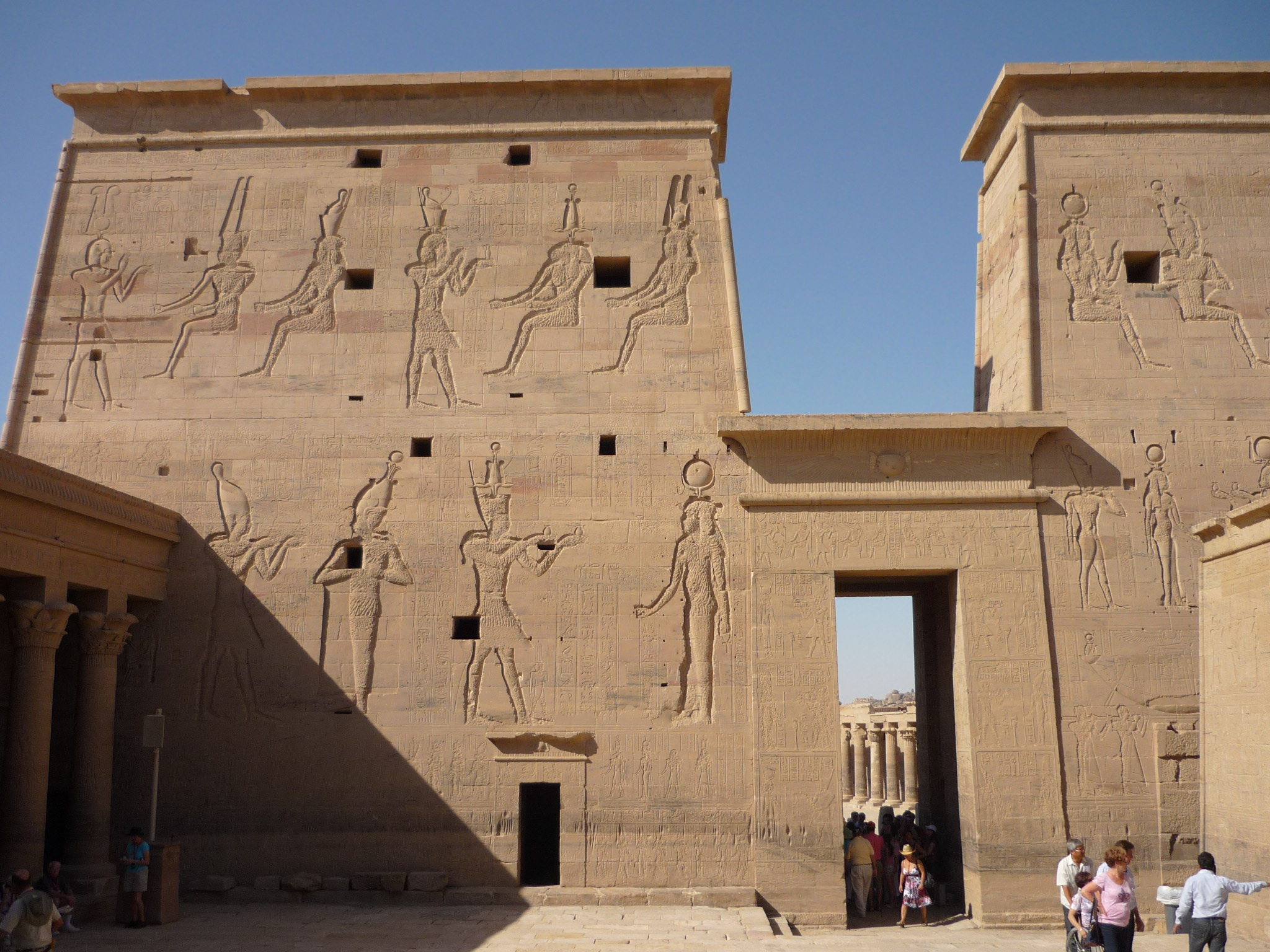
Gola egipcia en el primer pilón del Templo de Filé.
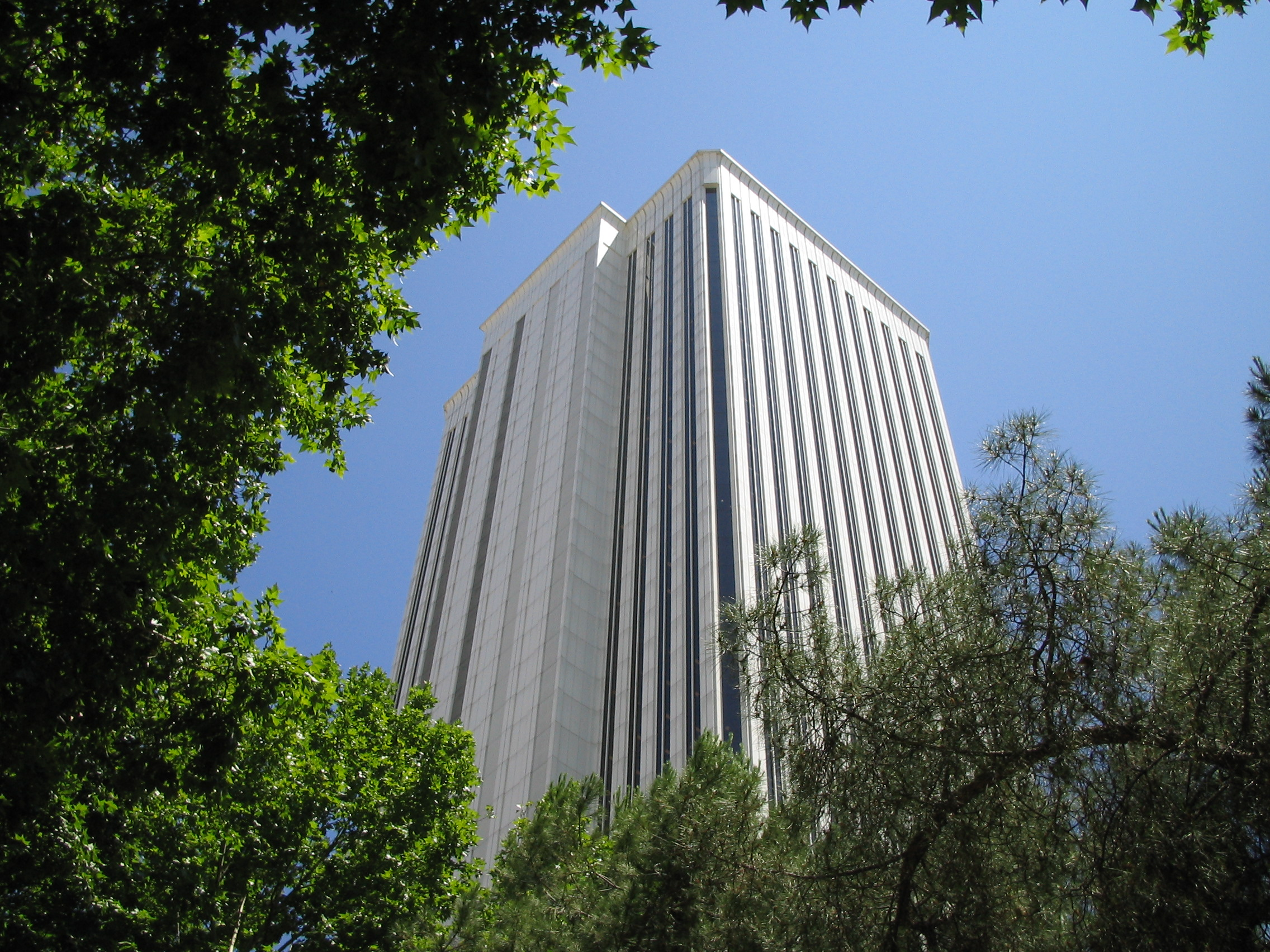
Gola egipcia en el remate de la Torre Picasso en Madrid.